# Jaderná elektrárna Braidwood
Jaderná elektrárna Braidwood (anglicky Braidwood Nuclear Generating Station) je provozní jaderná elektrárna ve Spojených státech. Nachází se v oblasti Will County v severovýchodní části amerického státu Illinois. elektrárnu vlastní a provozuje společnost Constellation Energy.

## Historie a technické informace

### Reaktory
Výstavba prvního bloku započala 1. srpna 1975. Jedná se o tlakovodní čtyřsmyčkový reaktor o hrubém výkonu 1270 MW. K síti byl připojen 12. července 1987 a do komerčního provozu vstoupil 29. července 1988. Výstavba druhého bloku započala současně s prvním, také 1. srpna 1975. Jedná se o dvojče prvního reaktoru, jsou stejného typu. Výkon druhého bloku však činí 1230 MW hrubých. Do sítě byl blok připojen 25. května 1988 a do komerčního provozu vstoupil 17. října 1988. Celkový hrubý výkon 2500 MW z této jaderné elektrárny činí nejvýkonnější jadernou elektrárnu ve státě Illinois. Oba reaktory dodala firma Westinghouse.
V březnu 2006 bylo podáno několik žalob proti společnosti Exelon za úniky tritia do místního vodního systému v letech 1996 až 2003.
Původní licence pro blok 2 byla udělena 20. května 1988 do 18. prosince 2027. Byla prodloužena dne 27. ledna 2016 do 18. prosince 2047.

### Okolní obyvatelstvo
NRC definuje dvě zóny havarijního plánování kolem jaderných elektráren. První o poloměru 16 kilometrů, která se týká především vystavení radioaktivní kontaminace vzduchu a poté druhou o poloměru 80 kilometrů, jež se zabývá kontaminací potravin a vody.

## Informace o reaktorech
| Reaktor     | Typ reaktoru      | Výkon   | Výkon   | Zahájení výstavby | Připojení k síti | Uvedení do provozu | Uzavření |
| Reaktor     | Typ reaktoru      | Čistý   | Hrubý   | Zahájení výstavby | Připojení k síti | Uvedení do provozu | Uzavření |
| ----------- | ----------------- | ------- | ------- | ----------------- | ---------------- | ------------------ | -------- |
| Braidwood-1 | Westinghouse M412 | 1194 MW | 1270 MW | 1. 8. 1975        | 12. 7. 1987      | 29. 7. 1988        |          |
| Braidwood-2 | Westinghouse M412 | 1160 MW | 1230 MW | 1. 8. 1975        | 25. 5. 1988      | 17. 10. 1988       |          |